# Ford Prefect
Ford Prefect è la denominazione di alcune vetture prodotte in Gran Bretagna dalla Ford. Rappresenta la versione più lussuosa rispetto ai coevi modelli "Anglia" e "Popular".

## Versioni

### E93A: 1938-1949
La Prefect venne introdotta nel 1938 come sviluppo della precedente Ford 7Y, primo modello Ford prodotto al di fuori degli stabilimenti di Detroit, Michigan. La produzione avvenne negli impianti di Dagenham, Essex.
La vettura fu esplicitamente progettata per il mercato britannico e come motore venne utilizzato il quattro cilindri in linea a valvole laterali di 1.200 cm³. Il circuito di raffreddamento era sprovvisto di pompa e la circolazione del liquido avveniva per convezione. L'avviamento del motore avveniva attraverso un'apposita manovella esterna, in quanto la batteria da 6V non aveva potenza sufficiente per l'operazione. Anche i tergicristalli funzionavano attraverso una pompa collegata al motore. Questo fece sì che nelle salite o al di sotto dei 60 km/h, tendessero a fermarsi per poi riprendere appena finita l'ascesa o riguadagnata la velocità.

### E493A: 1949-1953
Nel secondo dopoguerra la Prefect subì poche modifiche. Nel 1952 vennero apportate alcune modifiche ai fari, spostati sui parafanghi, e agli indicatori di direzione, montati anch'essi vicino ai fari.
A causa di alcune restrizioni, gli indicatori vennero eliminati nel mercato australiano. In quello inglese era disponibile solo la versione a quattro porte berlina, perché la fascia delle due porte venne coperta dall'Anglia.
I freni rimasero a tamburo (250mm di diametro) e la vettura montava ancora delle balestre trasversali.
La Prefect testata dalla rivista britannica The Motor nel 1948, raggiunse la velocità massima di 98 km/h e accelerò da 0 a 80 km/h in 22,8 s. I consumi furono di 8,51 l/100 km. L'auto testata possedeva gli interni in pelle ed era costata 412£ tasse incluse. Sempre secondo la rivista The Motor, la Prefect E493A fu la quattro porte meno costosa del mercato britannico.
Alla fine della produzione, vennero assemblate 192.229 vetture.

### 100E: 1953-1959
Nel 1953 una nuova Ford Prefect venne introdotta a fianco della Ford Anglia e rimase in produzione fino al 1959. Il vecchio pianale venne sostituito con uno di tipo integrale e un sistema di sospensioni indipendenti anteriori sostituì le balestre trasversali. I freni a tamburo diventarono più piccoli con un diametro di 200 mm. Il motore di 1172 cm³ rimase a valvole laterali.
Esternamente, la Prefect 100E poteva essere distinta dall'Anglia 100E in quanto aveva delle barre verticali sulla mascherina del radiatore e quattro porte.
Negli interni, erano presenti dei sedili anteriori separati rivestiti in PVC o in pelle (optional) e due strumenti circolari di fronte al posto guida (uno contenente il tachimetro e l'altro contenente i misuratori del livello di benzina e della temperatura dell'acqua). Il cambio era montato sulla pavimentazione, mentre il sistema di riscaldamento era un optional.
A partire dal 1955 divenne disponibile un modello  familiare della Prefect: la Ford Squire. La meccanica era la stessa della omologa versione della Anglia, denominata Ford Escort, dalla quale la Squire differiva solo per le modanature in legno applicate all'esterno.
La rivista The Motor testò una 100E nell'allestimento de-luxe nel 1957 e registrò una velocità massima di 114 km/h e un'accelerazione da 0 a 100 km/h in 32,2 s. I consumi sul misto furono di 7,1 l/100km. Nel mercato britannico costava 658£ tasse incluse.
Vennero prodotte 100.554 Prefect 100E.

### 107E: 1959-1961
Il modello 107E era una rivisitazione del precedente modello 100E. Il motore adottato,come il cambio, a quattro velocità,era del modello Anglia 105E. La produzione di questo modello fu però piuttosto limitata in quanto fu sostituito dalla nuova Ford Cortina.
I freni a tamburo avevano un diametro di 200 mm e le sospensioni anteriori adottarono lo schema MacPherson. L'asse posteriore utilizzava balestre semi-ellittiche.
Nei test, la rivista The Motor registrò una velocità massima di 117 km/h e un'accelerazione da 0 a 100 in 27,2 s. I consumi sul misto furono di 7,8 l/100km, mentre il prezzo dell'auto era di 621£ tasse incluse. I lavavetri, la radio e gli interni in pelle (al posto dello standard PVC) vennero venduti come optional.
Nel 1961 si raggiunsero 38.154 unità costruite, tutte bicolore.

## Altri mercati
Oltre che in Gran Bretagna, la Prefect venne venduta anche in Australia e in Canada. Il modello canadese era dotato di guida a sinistra. In Australia erano disponibili anche dei modelli di UTE, dei pick-up,  realizzati su meccanica e carrozzeria Prefect.
La Prefect venne anche prodotta dalla Ford-Vairogs in Lituania con la denominazione di Ford-Vairogs Junior.

## Curiosità
Ford Prefect è anche il nome dato al co-protagonista della Guida galattica per gli autostoppisti di Douglas Adams.